# City Hunter Special: Arrestate Ryo Saeba!
City Hunter Special: Arrestate Ryo Saeba! (シティーハンター 緊急生中継！？ 凶悪犯冴羽獠の最期?, City Hunter: Kinkyū namachuukei!? Kyōakuhan Saeba Ryo no saigo) è uno special TV, tratto dalla serie televisiva City Hunter. Il film è uscito nel 1999, mentre è stato pubblicato in Italia in VHS e DVD dalla Yamato Video, e trasmesso su MTV Italia nel 2004 e su Italia 2 il 21 ottobre 2020, per la prima volta in versione rimasterizzata.

## Trama
Ryo riceve una richiesta di aiuto da parte di Sayaka Asagiri, anchorwoman di una popolare rete televisiva, in quanto è stata testimone dell'omicidio del direttore della compagnia per opera del suo vice; il problema è che la donna, come tutti i suoi colleghi, porta al dito un anello pieno di un potente veleno, che la ucciderà all'istante nel caso dovesse uscire dall'area di Tokyo, e che inoltre permette ai suoi inseguitori di localizzare sempre la sua posizione.
Per una serie di equivoci, nel tentativo di proteggere Sayaka dai suoi inseguitori Ryo finirà per passare per il suo rapitore, trovandosi così nella condizione di dover fuggire sia dagli assassini, sia dalla polizia. Kaori, che resta indietro e non si rassegna, va dunque dal presunto mandante dei tentati omicidi, il magnate dei media Jack Douglas; ma viene presa in ostaggio e rinchiusa; qui però conosce la vera Sayaka Asagiri!
Alla fine l'intera vicenda si rivelerà essere una gigantesca trappola ordita da Jack Douglas, il cui vero nome è Jack Knife: questi fu compagno di Ryo all'epoca in cui City Hunter era un mercenario, destinato a morire di cuore entro breve tempo, e quindi determinato a dimostrare la propria superiorità nei confronti del leggendario pistolero; la finta Sayaka è in realtà Sayuri, una donna di cui i due erano infatuati e per la quale si sfidarono a duello. Nel finale, Ryo riesce ad uccidere Jack (e involontariamente Sayuri) pur prendendo una pallottola nella spalla; però Jack ha predisposto l'esplosione del complesso e Ryo e Kaori sono costretti a correre a gambe levate.
Dopo i titoli di coda Ryo, ricoverato in ospedale e ricoperto di bende, insegue le infermiere anche costretto su una sedia a rotelle, tallonato da Kaori nelle sue stesse condizioni e armata dell'inseparabile martellone!

## Colonna sonora
Sigla di apertura
- Illusion City cantata dai Sex Machineguns

Sigla di chiusura
- GET WILD cantata da TM Network